# Sylvia Kollek
 (juin 2018).
Si vous disposez d'ouvrages ou d'articles de référence ou si vous connaissez des sites web de qualité traitant du thème abordé ici, merci de compléter l'article en donnant les références utiles à sa vérifiabilité et en les liant à la section « Notes et références ».
Sylvia Kollek, née le 30 janvier 1970 à Czarnowąsy, est une directrice marketing, productrice de musique et comptable allemande, d'origine polonaise.

## Carrière professionnelle
Entre 1989 et 1993, Kollek a étudié l'administration des affaires à l'Université d'Essen. Après avoir terminé ses études, elle a travaillé dans le département marketing du groupe EMI. Elle a commencé comme chef de produit et a été récemment directrice générale.
De 2005 à 2006, elle a été membre du jury de Deutschland Sucht den Superstar aux côtés du musicien allemand Dieter Bohlen et de l'entrepreneur allemand Heinz Henn. 
Aujourd'hui, elle dirige une agence de conseil en musique à Cologne, Ton-Y.
Parfaitement trilingue, elle parle couramment le polonais (langue maternelle), l'allemand et l'anglais.

## Animation
- 2005-2006 : Deutschland sucht den SuperStar (3e saison) : Juge